# 제임스 프랜시스 에드워드 스튜어트
제임스 프랜시스 에드워드 스튜어트(James Francis Edward Stuart)는 잉글랜드와 스코틀랜드 왕국의 왕위 요구자이다.
잉글랜드의 왕 제임스 2세의 아들로, 어머니는 가톨릭 신자인 마리아 베아트리체 데스테였다. 이복 누나인 영국 여왕 앤의 사후 잉글랜드와 스코틀랜드의 왕위를 요구하였다. 잉글랜드로는 제임스 3세, 스코틀랜드로는 제임스 8세이며, 늙은 왕위 요구자로 불린다.
부왕 제임스 2세가 축출되었을 때 모후 마리아 및 다른 사람들과 함께 프랑스로 건너가 루이 14세의 호의 하에 프랑스 왕실에 드나들며 망명생활을 하였다. 이복 누나인 앤의 사후 잉글랜드와 스코틀랜드의 왕위를 요구하였고, 일부 귀족은 조지 1세를 거부하고 그를 왕으로 받드는 분파도 있었다.

## 같이 보기
- 동전 부적